# Foissy-lès-Vézelay
Foissy-lès-Vézelay település Franciaországban, Yonne megyében. Lakosainak száma 115 fő (2022. január 1.). Foissy-lès-Vézelay Saint-Père, Fontenay-près-Vézelay, Pierre-Perthuis és Vézelay községekkel határos.

## Népesség
A település népességének változása:
| Lakosok száma | 140  | 133  | 132  | 128  | 126  | 124  | 121  | 118  | 115  |
|               | 2013 | 2015 | 2016 | 2017 | 2018 | 2019 | 2020 | 2021 | 2022 |